# Auzielle
 Auzielle  là một xã thuộc tỉnh Haute-Garonne trong vùng Occitanie ở tây nam nước Pháp. Xã nằm ở khu vực có độ cao trung bình 188 mét trên mực nước biển.